# 게이오기주쿠

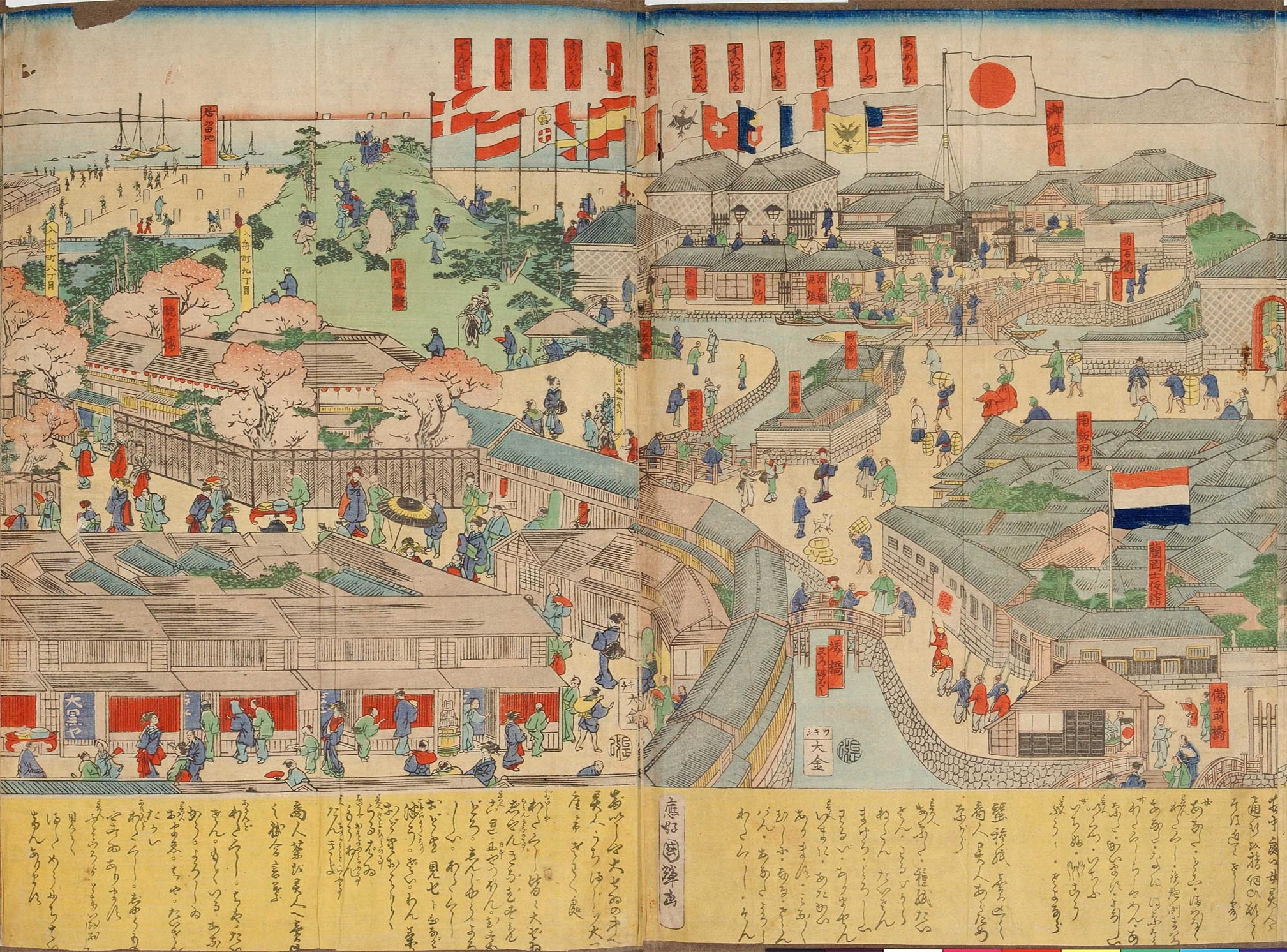

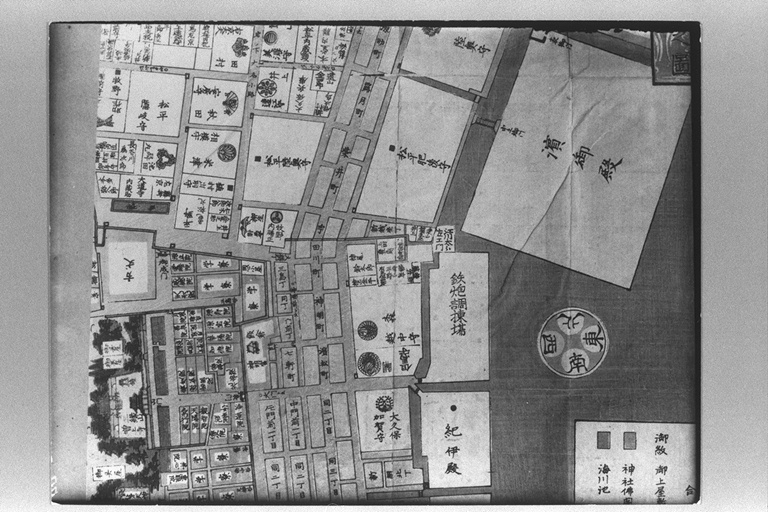

게이오기주쿠(일본어: 慶應義塾 경응의숙[*], 영어: Keio Gijuku)는 일본의 학교법인이다.

## 개요

후쿠자와 유키치가 1858년 나카쓰번 에도번저(中津藩江戸藩邸)에서 개교한 란가쿠주쿠(蘭学塾)에서 기원하였다.

## 계열학교
- 게이오기주쿠 대학